# Błotno (Goleniów)
Pour les articles homonymes, voir Błotno.
Błotno est une localité polonaise de la gmina mixte de Nowogard, située dans le powiat de Goleniów en voïvodie de Poméranie-Occidentale. Elle se situe à environ 24 km au nord-est de la ville de Goleniów et 45 km au nord-est de la capitale régionale Szczecin. 

## Géographie

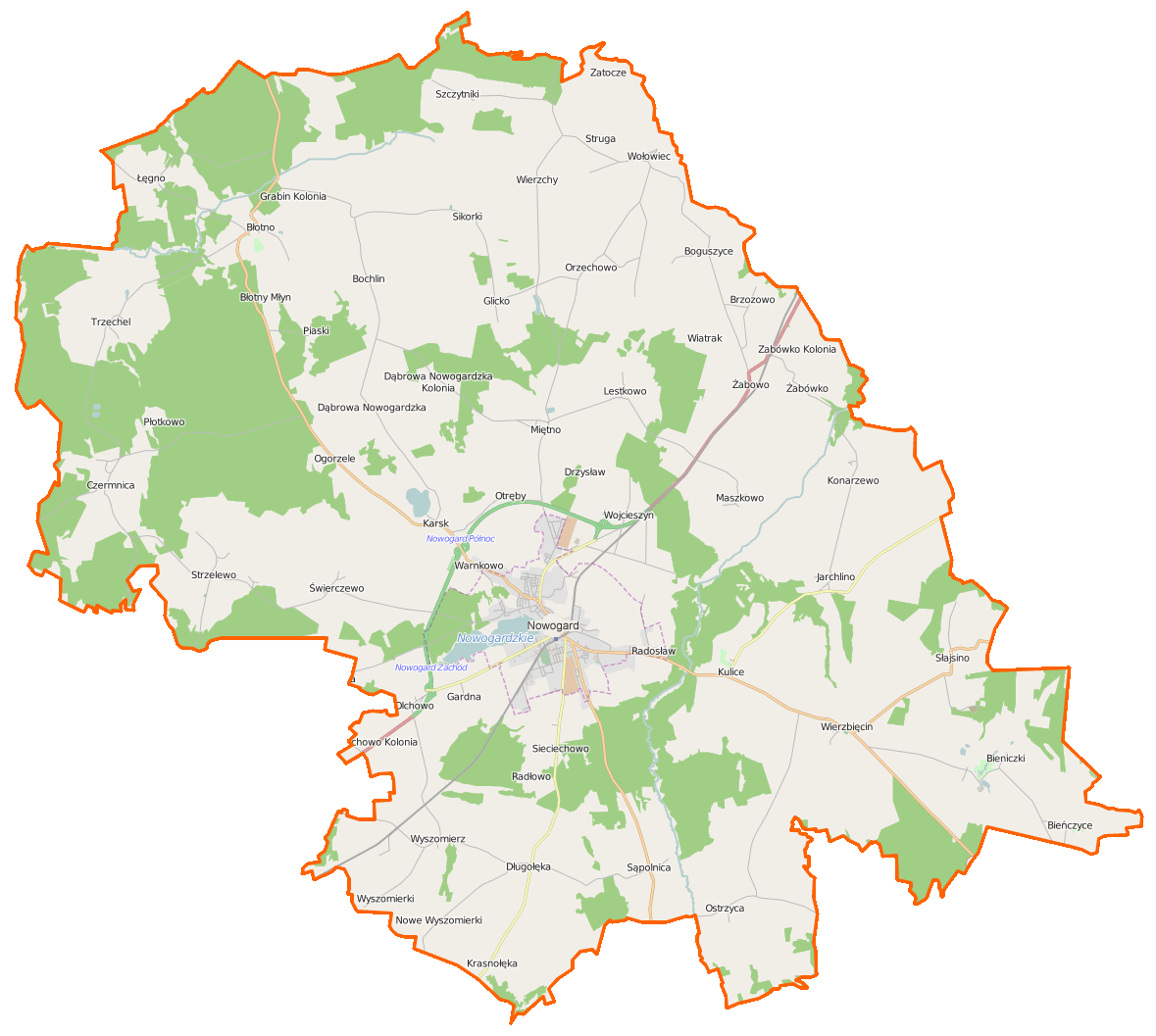
Carte de la gmina de Nowogard.